# Valencia Club de Fútbol Femenino
Il Valencia Club de Fútbol Femenino, noto anche come VCF Femenino o più semplicemente Valencia, è una squadra di calcio femminile spagnola, con sede nella città di Valencia, capoluogo della Comunità Valenzana. Fondato nel 1999 come Colegio Alemán, dal 2009 usa nome, stemma e colori del Valencia Club de Fútbol a seguito di accordo di collaborazione. Dalla stagione 2007-2008 partecipa ininterrottamente alla Primera División (fino al 2011 nota come Superliga), massima serie del campionato spagnolo femminile di calcio.

## Storia
Il club fu fondato nel 1998 come Deutscher Sportverein Valencia all'interno della scuola germanica di Valencia. Dopo essersi iscritto all federazione calcistica valenciana, iniziò a disputare competizioni ufficiali a livello amatoriale. Successivamente cambiò la propria denominazione in D.S.V. Colegio Alemán, denominazione con cui arrivò a disputare il campionato di Primera Nacional, secondo livello del calcio femminile spagnolo. Nella stagione 2006-2007 vinse prima il proprio raggruppamento e poi gli spareggi, venendo così promosso in Superliga. Subito dopo strinse un accordo con l'Università di Valencia per poter disputare le proprie partite casalinghe presso il campus universitario e cambiò la propria denominazione in A. D. Colegio Alemán - Universitat de València. Negli anni seguenti riuscì a mantenere la categoria. Nel 2009 arrivò un accordo di collaborazione con il Valencia Club de Fútbol, che consentiva alla squadra di usarne il nome, lo stemma e i colori sociali, così che il club venne rinominato Valencia Club de Fútbol Femenino. Ottenne i suoi migliori risultati in campionato nel triennio 2014-2016 con due sesti posti e un quarto posto al termine della stagione 2014-2015 della Primera División. Nel 2015 raggiunse la finale di Copa de la Reina, venendo però sconfitto per 2-1 dallo Sporting Huelva.

## Palmarès

### Altri piazzamenti
- Campionato spagnolo:

Terzo posto: 2016-2017

## Organico

### Rosa 2022-2023
Rosa, ruoli e numeri di maglia come da sito LaLiga.es, aggiornati al 25 agosto 2022.
| N. |                        | Ruolo | Calciatrice           |
| -- | ---------------------- | ----- | --------------------- |
| 1  | Spagna (bandiera)      | P     | Enith Salón           |
| 2  | Spagna (bandiera)      | D     | Berta Pujadas         |
| 3  | Spagna (bandiera)      | D     | Beatriz Beltrán       |
| 4  | Messico (bandiera)     | D     | María Jiménez         |
| 5  | Spagna (bandiera)      | D     | Marta Carro           |
| 6  | Spagna (bandiera)      | C     | Paula Guerrero        |
| 7  | Finlandia (bandiera)   | C     | Iina Salmi            |
| 9  | Spagna (bandiera)      | A     | Asun Martínez         |
| 10 | Paesi Bassi (bandiera) | C     | Linda Bakker          |
| 12 | Messico (bandiera)     | D     | Sofía Álvarez         |
| 13 | Spagna (bandiera)      | P     | Noelia Gil            |
| 15 | Spagna (bandiera)      | D     | Esther Martín-Pozuelo |
| 17 | Paesi Bassi (bandiera) | A     | Ellen Jansen          |
| 18 | Venezuela (bandiera)   | A     | Oriana Altuve         |
| 19 | Ecuador (bandiera)     | D     | Kerlly Real           |
| 20 | Spagna (bandiera)      | D     | Noelia Villegas       |

| N. |                        | Ruolo | Calciatrice       |
| -- | ---------------------- | ----- | ----------------- |
| 21 | Spagna (bandiera)      | C     | Anna Torrodà      |
| 25 | Spagna (bandiera)      | P     | Nerea Pallás      |
| 26 | Spagna (bandiera)      | C     | Olga San Nicolas  |
| 27 | Spagna (bandiera)      | A     | Angi              |
| 28 | Spagna (bandiera)      | C     | Saray López       |
| 29 | Spagna (bandiera)      | A     | Andrea Okene      |
| 30 | Spagna (bandiera)      | C     | Julia Aguado      |
| 31 | Spagna (bandiera)      | P     | Leire Herráez     |
| 32 | Spagna (bandiera)      | D     | Irene Guillem     |
| 33 | Spagna (bandiera)      | D     | Irune Cervera     |
| 34 | Spagna (bandiera)      | C     | Ainhoa Alguacil   |
| 37 | Spagna (bandiera)      | A     | Elena Gil         |
| 40 | Stati Uniti (bandiera) | D     | Emma Tovar        |
| 41 | Spagna (bandiera)      | C     | Sara Tamarit      |
|    | Spagna (bandiera)      | A     | Anita Marcos      |
|    | Spagna (bandiera)      | A     | Macarena Portales |

### Rosa 2019-2020
Rosa, ruoli e numeri di maglia come da sito LaLiga.es, aggiornati al 3 agosto 2019.
| N. |                        | Ruolo | Calciatrice          |
| -- | ---------------------- | ----- | -------------------- |
| 1  | Spagna (bandiera)      | P     | María Pi             |
| 2  | Paesi Bassi (bandiera) | D     | Mandy van den Berg   |
| 3  | Spagna (bandiera)      | D     | Paula Nicart         |
| 4  | Messico (bandiera)     | D     | Monica Flores        |
| 5  | Spagna (bandiera)      | D     | Marta Carro          |
| 8  | Spagna (bandiera)      | C     | Sandra Hernández     |
| 7  | Namibia (bandiera)     | A     | Zenatha Coleman      |
| 10 | Spagna (bandiera)      | A     | Mari Paz Vilas       |
| 13 | Paesi Bassi (bandiera) | P     | Jennifer Vreugdenhil |
| 14 | Spagna (bandiera)      | C     | Carolina Férez       |
| 18 | Colombia (bandiera)    | C     | Natalia Gaitán       |
| 20 | Spagna (bandiera)      | C     | Georgina Carreras    |
| 21 | Spagna (bandiera)      | C     | Naiara Beristain     |
| 23 | Spagna (bandiera)      | D     | Lidia Navarro        |

| N. |                        | Ruolo | Calciatrice          |
| -- | ---------------------- | ----- | -------------------- |
| 24 | Spagna (bandiera)      | C     | Alejandra Serrano    |
| 25 | Spagna (bandiera)      | P     | Enith Salón          |
| 29 | Spagna (bandiera)      | D     | María Ortiz          |
| 30 | Spagna (bandiera)      | D     | Cristina Cubedo      |
| 31 | Spagna (bandiera)      | D     | Arianne Marqués      |
| 32 | Spagna (bandiera)      | C     | Paula Guerrero       |
|    | Spagna (bandiera)      | D     | Beatriz Beltrán      |
|    | Spagna (bandiera)      | D     | María Jiménez        |
|    | Spagna (bandiera)      | D     | Berta Pujadas        |
|    | Argentina (bandiera)   | C     | Florencia Bonsegundo |
|    | Svizzera (bandiera)    | A     | Viola Calligaris     |
|    | Stati Uniti (bandiera) | A     | Cara Curtin          |
|    | Spagna (bandiera)      | A     | Asunción Martínez    |